# تشارلز ويلسون (لاعب كرة قدم)
تشارلز ويلسون (بالإنجليزية: Charles Plumpton Wilson)‏ (12 مايو 1859 في المملكة المتحدة - 9 مارس 1938) هو لاعب كركيت ولاعب اتحاد الرغبي ولاعب كرة قدم بريطاني (وحمل سابقاً جنسية المملكة المتحدة لبريطانيا العظمى وأيرلندا) في مركز الدفاع. لعب مع نادي كامبريدج لكرة القدم.

## وصلات خارجية
- تشارلز ويلسون على موقع قاعدة بيانات كرة القدم.إي يو (الإنجليزية)
- تشارلز ويلسون على موقع ناشيونال فوتبول تيمز (الإنجليزية)
- تشارلز ويلسون عل موقع إسبنسكروم (الإنجليزية)